# Hannah Fry
Hannah Fry (nascida em fevereiro de 1984) é uma matemática, autora, conferencista, apresentadora de rádio e televisão, podcaster e palestrante pública britânica. Ela estuda os padrões de comportamento humano, como relacionamentos interpessoais e namoro, e como a matemática pode se aplicar a eles.  Fry proferiu as Palestras de Natal da Royal Institution de 2019.

## Infância e educação
Fry é de ascendência irlandesa. Ela frequentou a Escola Presdales em Ware, Hertfordshire, Inglaterra, onde um professor a inspirou a estudar matemática. Posteriormente, ela se formou na University College London (UCL). Em 2011, ela recebeu o título de PhD em dinâmica de fluidos pela UCL.

## Carreira
Fry foi nomeada professora da University College London em 2012. Desde 2019  ela é professora sênior do Centro de Análise Espacial Avançada da universidade.

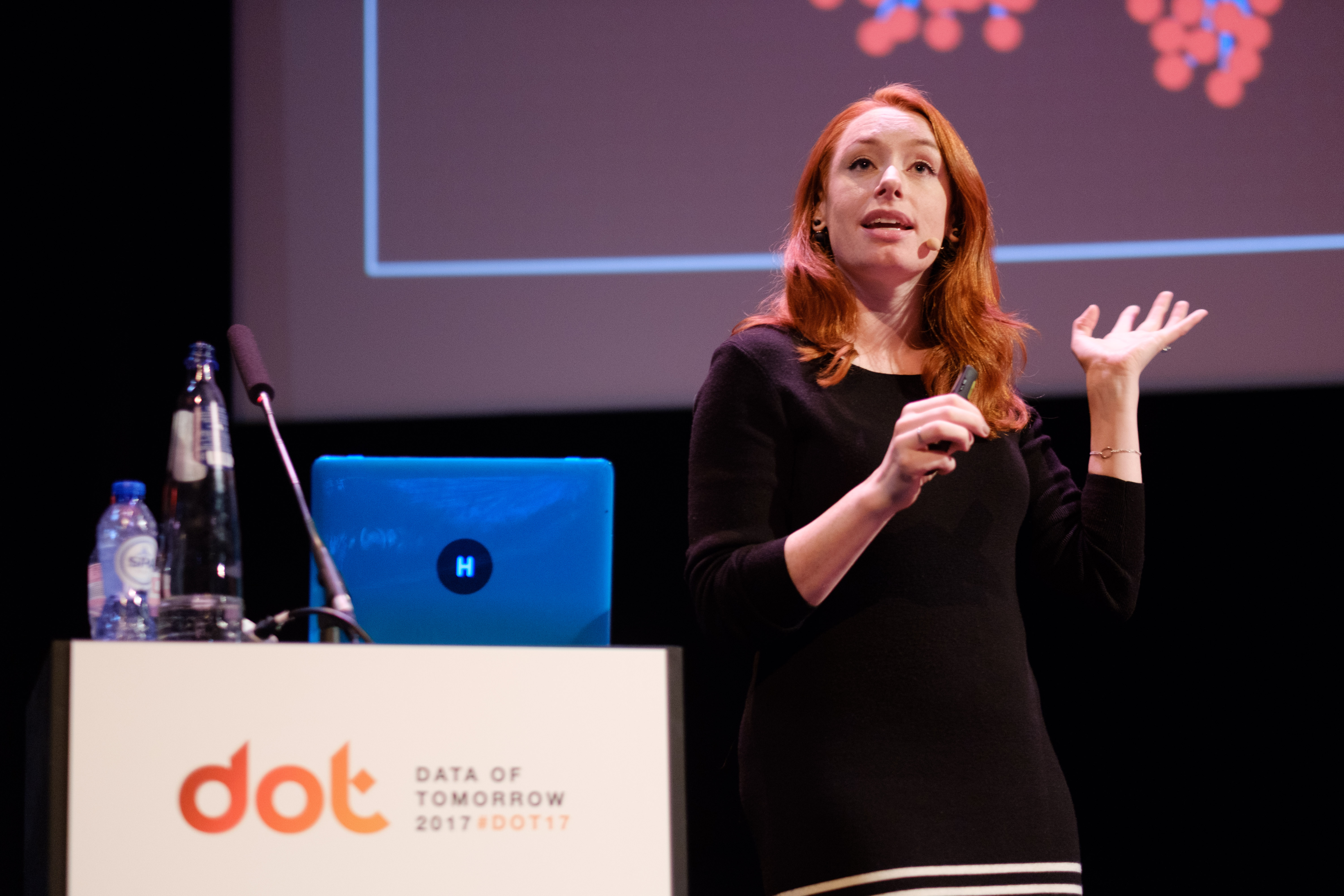
Na conferência Data of Tomorrow de 2017

### Rádio, podcasts e televisão
Fry aparece regularmente na BBC Radio 4 no Reino Unido, incluindo em programas como Computing Britain (2015, 12 episódios)  e The Curious Cases of Rutherford & Fry (com Adam Rutherford), cuja 17a temporada foi ao ar em 2020/21.
Fry apresentou vários programas de televisão da BBC. Em 2015, Fry apresentou uma biografia cinematográfica da BBC Four sobre a matemática Ada Lovelace. Em 2016, ela coapresentou Trainspotting Live com Peter Snow, uma série de três partes sobre trens e trenspotting, para o mesmo canal. Na série City in the Sky da BBC Two, Fry estudou a logística da aviação. Ela também hospedou The Joy of Data no BBC Four, que examina a história e o impacto humano dos dados. Outro crédito em 2016 foi como co-apresentadora de um episódio da série Horizon com o Dr. Xand van Tulleken, intitulado "How to Find Love Online" (como encontrar amor online). Em 2017, Fry apresentou um episódio da Horizon intitulado "10 coisas que você precisa saber sobre o futuro".
Em 2020, Fry apresentou o The Great British Intelligence Test e o Coronavirus Special - Part 2 com Michael Mosley na BBC Two. Ela apresentou outros programas para a BBC explicando a matemática por trás do COVID-19 e pandemias relacionadas.

## Publicações
- The Mathematics of Love (2015),ISBN 978-1471141805
- The Indisputable Existence of Santa Claus (2017),ISBN 978-1784162740
- Hello World: How to be Human in the Age of the Machine (2019),ISBN 978-1784163068

## Prêmios e honras
Em 2018, o Instituto de Matemática e suas Aplicações e a Sociedade de Matemática de Londres anunciaram que Fry havia ganhado a Medalha Christopher Zeeman daquele ano "por suas contribuições para a compreensão pública das ciências matemáticas".